# Charles Frederick Williams

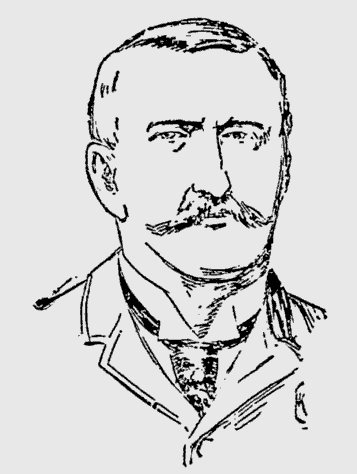
Charles Frederick Williams.

Charles Frederick Williams, född den 4 maj 1838 i Coleraine på Irland, död den 9 februari 1904 i Brixton, var en brittisk journalist.
Williams var 1859-1884 anställd vid tidningen "Standard" och 1881-1884 huvudredaktör för "Evening Standard" och "Evening News". Berömd blev han som krigskorrespondent i fransk-tyska kriget 1870 (med franska Loirearmén), i Armenien 1877 med Ahmed Muhtar pascha, i Afghanistan 1878-1879, med Wolseleys expedition 1884 för undsättning av Gordon, i bulgarisk-serbiska kriget 1885, i grekisk-turkiska kriget 1897 och med Kitchener i Sudan 1898. Han sökte i en artikel How we lost Gordon (i "Fortnightly Review", 1895) lägga skulden för Khartoumundsättningens misslyckande på långsamhet hos generalmajor Charles William Wilson, förtruppens befälhavare efter sir Herbert Stewart, men blev grundligt bemött i en anonym skrift Why Gordon perished (1896). Williams skrev bland annat The armenian campaign (1878), Notes on the operations in Lower Afghanistan, 1878-9 (1879) och Life of sir H. Evelyn Wood (1892).